# Corteza terrestre

Capas terrestres, en un dibujo esquemático.

La corteza terrestre es la capa más externa de la estructura concéntrica de la geosfera, la parte sólida de la Tierra. Es comparativamente delgada, con un espesor que varía de 5 kilómetros, en el fondo oceánico, hasta 70 kilómetros en las zonas montañosas activas de los continentes. Con tan sólo el 1 % de la masa terrestre, contiene toda la vida conocida del universo hasta ahora.
La Tierra tiene tres capas: la corteza, el manto y el núcleo, la corteza yace sobre el manto, una configuración que es estable porque el manto superior está formado por peridotita y, por tanto, es significativamente más denso que la corteza. El límite entre la corteza y el manto se sitúa convencionalmente en la discontinuidad de Mohorovičić, un límite definido por un contraste en la velocidad sísmica. La corteza está formada por rocas sólidas y minerales. Debajo de la corteza se encuentra el manto, también compuesto en su mayor parte por rocas y minerales sólidos, pero salpicado de zonas maleables de magma semisólido. En el centro de la Tierra hay un núcleo metálico caliente y denso.
Las capas de la Tierra interactúan constantemente entre sí, y la corteza y la parte superior del manto forman parte de una única unidad geológica denominada litosfera. La profundidad de la litosfera varía, y la discontinuidad de Mohorovicic (el Moho) -el límite entre el manto y la corteza- no existe a una profundidad uniforme.
La temperatura de la corteza aumenta con la profundidad, alcanzando valores que suelen oscilar entre 100 °C y 600 °C en el límite con el manto subyacente. La temperatura aumenta hasta 30 °C por cada kilómetro localmente en la parte superior de la corteza.
Se ha planteado que la primera corteza en la Tierra se formó hace 4400-4550 millones de años. Los volumenes de la corteza terrestre no han sido constantes sino que se cree que han aumentado a través del tiempo. Se sabe que hace 2500 millones de años ya existía una masa formidable de corteza; antes de esto se supone que hubo mucho reciclaje de corteza hacia el manto. El crecimiento, es decir, el aumento en volumen de la corteza, se cree que ha ocurrido episódicamente con dos eventos mayores: uno hace 2500-2700 millones de años y otro hace 1700-1900 millones de años.
La mayoría de los planetas tienen cortezas bastante uniformes, la Tierra, sin embargo, tiene dos tipos distintos: corteza continental y corteza oceánica. Estos dos tipos tienen diferentes composiciones químicas y propiedades físicas, y se formaron por diferentes procesos geológicos.

## Clasificación

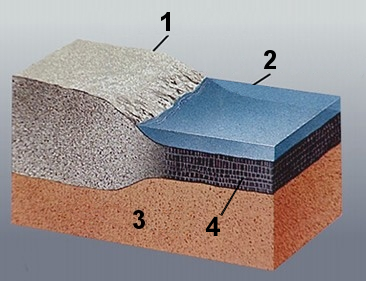
1: Corteza continental.
2: Océano.
3: Manto superior.
4: Corteza oceánica.

Existen dos tipos de corteza terrestre: la oceánica y la continental.
1. Corteza terrestre oceánica: 5 - 10 km (3 - 6 mi) de espesor[6] y compuesta principalmente por rocas más densas y máficas, como basalto, diabasa y gabro.
2. Corteza terrestre continental: De 30 a 50 km de espesor y compuesta principalmente por rocas menos densas y más félsicas, como el granito. En algunos lugares, como la Meseta Tibetana, el Altiplano y el Escudo Báltico oriental, la corteza continental es más gruesa (50 - 80 km).

El grosor medio de la corteza es de unos 15 - 20 km.
| Corteza oceánica (según su edad) 0-20 Ma 20-65 Ma >65 Ma | Corteza continental Escudos o cratones antiguos Plataformas (escudos con cobertera sedimentaria) Cadenas orogénicas Cuencas tecto-sedimentarias Provincias ígneas Corteza adelgazada (por extensión cortical) |

### Corteza terrestre oceánica
La corteza oceánica cubre aproximadamente el 55 % de la superficie planetaria. Es más delgada que la continental y se reconocen en ella tres niveles.                              
El nivel más inferior, llamado nivel III, colinda con el manto en la discontinuidad de Mohorovičić; está formado por gabros, rocas plutónicas básicas. Sobre los gabros se sitúa el nivel II, de basaltos, rocas volcánicas de la misma composición básica que los gabros; se distingue una zona inferior de mayor espesor constituida por diques, mientras que la más superficial se basa en basaltos almohadillados, formados por una solidificación rápida de lava en contacto con el agua del océano. Sobre los basaltos se asienta el nivel I, formado por los sedimentos, pelágicos en el medio del océano y terrígenos en las proximidades de los continentes, que se van depositando paulatinamente sobre la corteza magmática una vez consolidadas. 
La corteza oceánica se distingue química y mineralógicamente del manto contiguo. Los gabros del nivel III y los basaltos del nivel II se distinguen por su estructura, derivada de su modo de formación, plutónica en el primer caso y volcánica en el segundo, pero no por su composición, que los califica como rocas básicas o máficas; se trata entonces de una diferencia de fase. Las peridotitas del manto, del otro lado de la Moho, son por el contrario ultrabásicas (ultramáficas). Los minerales más abundantes de esta capa son los piroxenos y los feldespatos y los elementos son el silicio, el oxígeno, el hierro y el magnesio.
La mayor parte de la corteza oceánica se sitúa bajo el mar, a varios miles de metros de profundidad, pero hay excepciones: Islandia y la Yibuti se interpretan como partes de la red de dorsales mediooceánicas que asoman por encima del nivel del mar. Además existen en los orógenos formaciones, llamadas ofiolitas o complejos ofiolíticos, que son fragmentos de corteza oceánica, sobre todo edificios volcánicos submarinos, a los que la dinámica de las placas ha izado sobre el continente. 
El espesor de los niveles magmáticos de la corteza oceánica es de 6-12 km, con un valor típico de 7 km. La litosfera oceánica, de la que la corteza oceánica es la capa superior, se recicla constantemente, engendrándose en las dorsales mediooceánicas y descendiendo hacia el manto junto a las fosas a través del fenómeno de la subducción. Las rocas más antiguas tienen así sólo 180 millones de años. Su extensión (porcentaje de la superficie terrestre) es de un 55 %, mucho menor que la del océano, porque una parte significativa de los mares tienen en su fondo corteza de tipo continental. Su densidad relativa es alta (2,9 g/cm³), como corresponde a rocas plutónicas básicas.

### Corteza terrestre continental
La corteza continental es de naturaleza menos homogénea, ya que está formada por rocas con diversos orígenes y es horizontalmente heterogénea. Hay que distinguir en ella regiones geológicamente activas, donde abundan los procesos tectónicos y magmáticos, a las que llamamos orógenos; y regiones antiguas y consolidadas, a las que llamamos cratones. En las regiones tectónicamente consolidadas que llamamos cratones, la mayor parte de su espesor, desde la discontinuidad de Mohorovičić, está hecha de granitos, rocas magmáticas ácidas, aunque aparece a la mitad de su espesor un límite físico de fase llamado discontinuidad de Conrad (en algunas regiones aparece un cambio repentino entre rocas félsicas y rocas máficas). Sobre los granitos suelen aparecer rocas metamórficas antiguas, formadas por metamorfismo regional en los orógenos, que con los anteriores forman el zócalo continental. Salvo en los escudos, el zócalo está recubierto por una cobertera, formada por sedimentarias muy variadas. En conjunto la corteza continental, contiene más silicio y cationes más ligeros y, por tanto, es menos densa que la corteza oceánica y desde luego que el manto. Tiene también un grosor mayor que la corteza oceánica. A diferencia de esta no vuelve al manto, no se recicla, aunque sí se extiende, lo que ocurre por los procesos de la orogénesis, de manera que su contribución al total de corteza terrestre va creciendo. Es la única capa con vida no marina
Los minerales más abundantes de esta zona son los cuarzos, los feldespatos y las micas, y los elementos químicos más abundantes son el oxígeno (46,6 %), el silicio (27,7 %), el aluminio (8,1 %), el hierro (5,0 %), el calcio (3,6 %), el sodio (2,8 %), el potasio (2,6 %) y el magnesio (2,1 %).

## Formación y explicación
La Tierra se formó hace aproximadamente 4605 millones de años a partir de un disco de polvo y gas que orbitaba el Sol recién formado. Se formó a través de acreción, donde los planetesimales y otros cuerpos rocosos más pequeños colisionaron y se atascaron, creciendo gradualmente en un planeta. Este proceso generó una enorme cantidad de calor, lo que provocó que la Tierra primitiva se derritiera por completo. A medida que la acreción planetaria disminuía, la Tierra comenzó a enfriarse, formando su primera corteza, llamada corteza primaria o primordial. Esta corteza fue probablemente destruida repetidamente por impactos grandes, luego se reformó del océano de magma que dejó el impacto. Ninguna de las capas primarias de la Tierra ha sobrevivido hasta hoy; todo fue destruido por la erosión, los impactos y la tectónica de placas en los últimos miles de millones de años.
Desde entonces, la Tierra ha estado formando una corteza secundaria y terciaria. La corteza secundaria se forma en los centros de expansión de la mitad del océano, donde la fusión parcial del manto subyacente produce magmas basálticos y nuevas formas de la corteza oceánica. Este "empuje de cresta" es una de las fuerzas impulsoras de la tectónica de placas, y está creando constantemente una nueva corteza oceánica. Eso significa que la vieja corteza debe ser destruida en alguna parte, entonces, opuesto a un centro de expansión, generalmente hay una zona de subducción: una trinchera donde una placa oceánica está siendo empujada hacia atrás en el manto. Este proceso constante de crear una nueva corteza oceánica y destruir la antigua corteza oceánica significa que la corteza oceánica más antigua de la Tierra tiene solo unos 200 millones de años.
Por el contrario, la mayor parte de la corteza continental es mucho más antigua. Las rocas de corteza continental más antiguas de la Tierra tienen edades en el rango de aproximadamente 3700 a 4280 millones de años y se han encontrado en el Narryer Gneiss Terrane en Australia Occidental, en el Gneis Acasta en los Territorios del Noroeste en el Escudo Canadiense y en otras regiones cratónicas como aquellos en el Escudo báltico. Se ha encontrado algo de Zircón con una edad de hasta 4300 millones de años en el Narryer Gneiss Terrane.
La edad promedio de la corteza continental actual de la Tierra se ha estimado en unos 2000 millones de años. La mayoría de las rocas corticales formadas antes de hace 2500 millones de años se encuentran en cratones. Dicha corteza continental antigua y la astenosfera del manto subyacente son menos densas que en cualquier otra parte de la Tierra y, por lo tanto, no se destruyen fácilmente por subducción. La formación de nueva corteza continental está vinculada a períodos de orogenia intensa; estos períodos coinciden con la formación de los supercontinentes como Rodinia, Pangea y Gondwana. La corteza se forma en parte por la agregación de arcos insulares, incluidos los cinturones de pliegues metamórficos y graníticos, y se conserva en parte mediante el agotamiento del manto subyacente para formar un manto litosférico flotante.

## Movimientos
La tectónica de placas permite comprender que la corteza oceánica se crea a nivel de las dorsales oceánicas, como resultado de la fusión parcial del manto superior.
Los movimientos de las placas litosféricas son la causa principal de los grandes cambios estructurales, diastrofismo, que afectan a la corteza terrestre. La mayoría de terremotos y gran parte del vulcanismo son marcadores de esta actividad particular del planeta Tierra, resultado de la convección en la parte superior del manto terrestre. La tectónica de placas es la teoría que explica la mayoría de estas manifestaciones superficiales y permite cuantificar estos movimientos horizontales.
Existe otra forma importante de vulcanismo, conocida como punto caliente; no es específica de nuestro planeta, ya que se encuentra en Marte, y muy probablemente en parte en Venus.

## Exploración

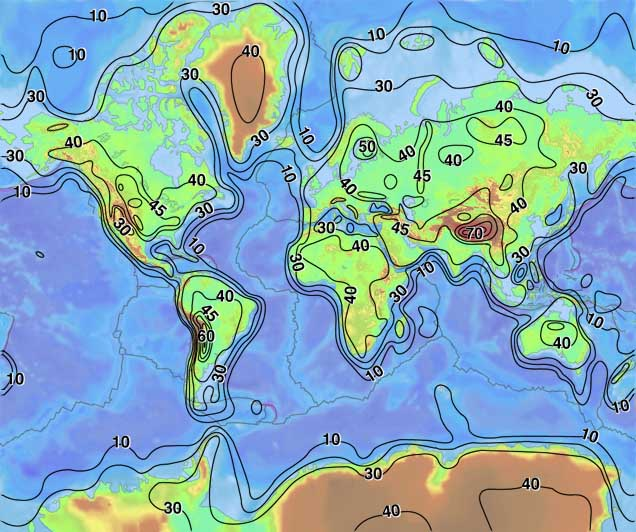
Mapa del espesor de la corteza terrestre.

Si bien la superficie de la Tierra ha sido investigada, cartografiada y sus accidentes geográficos interpretados desde la antigüedad, la geología de las capas subyacentes de la corteza terrestre sólo se ha investigado desde el siglo XVIII.
El hecho de que la temperatura descienda se conoce desde hace miles de años gracias a las minas y es evidente gracias al vulcanismo. Los terremotos también permitieron sacar algunas conclusiones tempranas. Por lo tanto, en la antigüedad temprana se suponía que las capas más profundas de la Tierra estaban fundidas. Los filósofos naturales griegos ya estaban pensando en la estructura y formación exacta de la Tierra.
La perforación más profunda para explorar la corteza terrestre es la perforación de Kola (1970-1989); Alcanzó una profundidad récord de 12.262 metros en la península rusa de Kola.  En Alemania, la perforación profunda continental (KTB) (1987-1995) alcanzó una profundidad de 9.101 metros. La perforación se detuvo a esta profundidad porque las temperaturas eran más altas de lo esperado (ver nivel de profundidad geotérmica).
La corteza terrestre debajo de los océanos tiene sólo una fracción del espesor que se encuentra debajo de los continentes. Sin embargo, perforar en el fondo de las profundidades marinas desde un barco en la superficie del mar es técnicamente más complejo. El buque de investigación japonés Chikyū (en servicio en 2005) intenta por primera vez perforar agujeros de hasta 7 km de profundidad en el fondo marino para penetrar la corteza terrestre oceánica. En 2023, el barco de investigación chino Mengxiang recibió su nombre y está destinado a perforar la corteza terrestre hasta el manto.